# Saint-Cyprien, Dordogne
Saint-Cyprien är en kommun i departementet Dordogne i regionen Nouvelle-Aquitaine i sydvästra Frankrike. Kommunen ligger i kantonen Saint-Cyprien som tillhör arrondissementet Sarlat-la-Canéda. År 2022 hade Saint-Cyprien 1 566 invånare.

## Befolkningsutveckling
Antalet invånare i kommunen Saint-Cyprien
Referens:INSEE